# Frank Macfarlane Burnet
Frank Macfarlane Burnet (n. 3 septembrie 1899, Traralgon⁠(d), Victoria, Australia – d. 31 august 1985, Melbourne, Victoria, Australia) (cunoscut și sub presurtările Macfarlane sau Mac Burnet) a fost un virusolog australian, cunoscut pentru contribuțiile sale în domeniul imunologiei.
A obșinut diploma în medicină la Universitatea din Melbourne.
Pentru rezultatele sale, în 1960 i s-a decernat Premiul Nobel pentru Fiziologie sau Medicină.